# Phenacovolva
Genre
Phenacovolva est un genre de mollusques gastéropodes de la famille des Ovulidae.

## Liste des espèces
Selon World Register of Marine Species (16 janvier 2015) :
- Phenacovolva aurantia (Sowerby III, 1889)
- Phenacovolva barbieri Lorenz & Fehse, 2009
- Phenacovolva birostris (Linnaeus, 1767)
- Phenacovolva brevirostris (Schumacher, 1817)
- Phenacovolva clenchi Cate, 1973
- Phenacovolva dancei Cate, 1973
- Phenacovolva fusula Cate & Azuma in Cate, 1973
- Phenacovolva insculpta (Odhner, 1919)
- Phenacovolva lahainaensis (Cate, 1969)
- Phenacovolva lenoreae Cardin & Walls, 1980
- Phenacovolva morrisoni Lorenz & Fehse, 2009
- Phenacovolva nectarea Iredale, 1930
- Phenacovolva parvita Cate & Azuma in Cate, 1973
- Phenacovolva patriciae Nolf, 2008
- Phenacovolva philippinarum (G. B. Sowerby II, 1848)
- Phenacovolva poppei Fehse, 2000
- Phenacovolva pseudogracilis Cate & Azuma in Cate, 1973
- Phenacovolva recurva (G. B. Sowerby II in A. Adams & Reeve, 1848)
- Phenacovolva rehderi Cate, 1973
- Phenacovolva rosea (A. Adams, 1854)
- Phenacovolva schmidi Fehse & Wiese, 1993
- Phenacovolva subreflexa (G. B. Sowerby II, 1848)
- Phenacovolva zuidafrikaana (Cate, 1975)

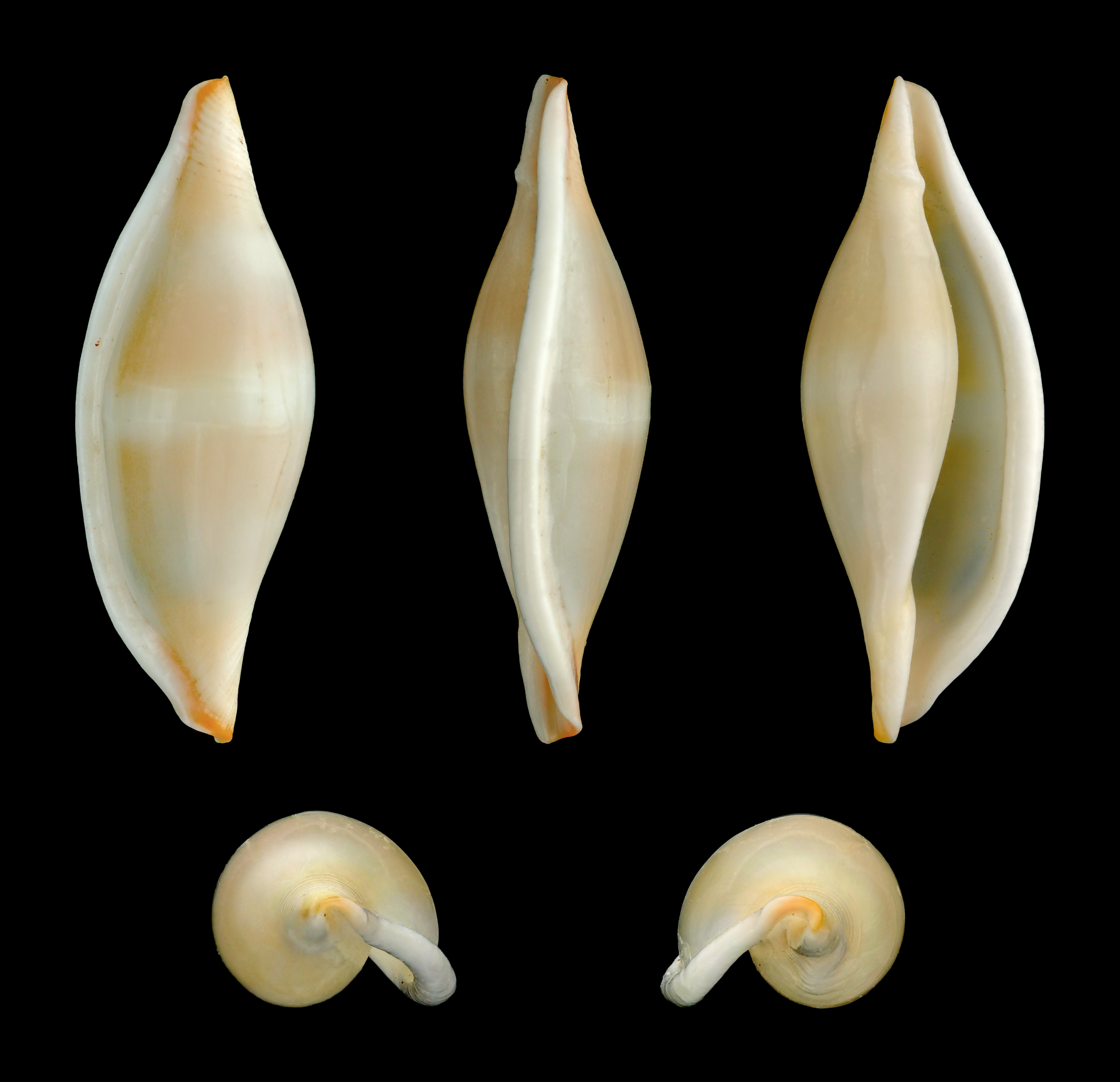
Phenacovolva brevirostris
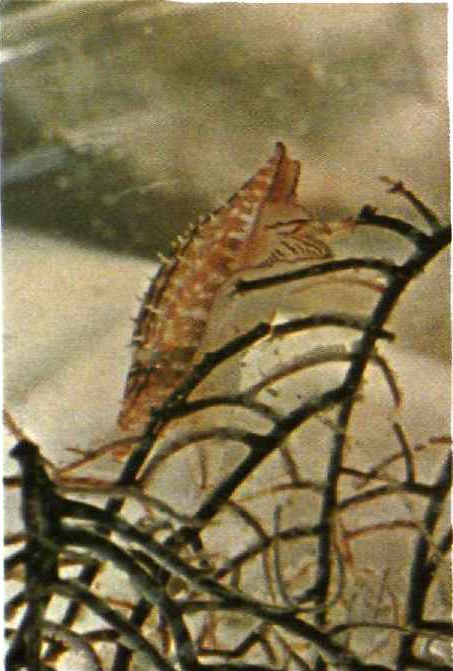
Phenacovolva lahainaensis